# Macrolobium stenocladum
Macrolobium stenocladum är en ärtväxtart som beskrevs av Hermann August Theodor Harms. Macrolobium stenocladum ingår i släktet Macrolobium och familjen ärtväxter. Inga underarter finns listade i Catalogue of Life.